# إدريز فوكا
إدريز فوكا (15 مايو 1997 بسويسرا - ) هو لاعب كرة قدم كوسوفي في مركزي الوسط والدفاع.

## روابط خارجية
- إدريز فوكا على موقع الاتحاد الدولي (مؤرشف)  (الإنجليزية)
- إدريز فوكا على موقع الاتحاد الأوربي (الإنجليزية)
- إدريز فوكا على موقع اتحاد تركيا (لاعب) (الإنجليزية)
- إدريز فوكا على موقع قاعدة بيانات كرة القدم.إي يو (الإنجليزية)
- إدريز فوكا على موقع ناشيونال فوتبول تيمز (الإنجليزية)
- إدريز فوكا على موقع Soccerway.com (الإنجليزية)
- إدريز فوكا على موقع عالم كرة القدم.نت (الإنجليزية)